# Connomyia midas
Connomyia midas là một loài ruồi trong họ Asilidae. Connomyia midas được Londt miêu tả năm 1993. Loài này phân bố ở vùng nhiệt đới châu Phi.